# Bellonella tenuis
Bellonella tenuis is een zachte koralensoort uit de familie van de Alcyoniidae. De wetenschappelijke naam van de soort is voor het eerst geldig gepubliceerd in 1974 door Tixier-Durivault & d´Hondt.